# UCI Oceania Tour de 2023
O UCI Oceania Tour 2023 é a décima-novena edição do calendário ciclístico internacional de Oceania . Inicia-se a 11 de janeiro de 2023 na Nova Zelândia, com a New Zealand Cycle Classic. Em princípio, disputar-se-iam 3 concorrências, outorgando pontos aos primeiros classificados das etapas e à classificação final, ainda que o calendário pode sofrer modificações ao longo da temporada com a inclusão de novas corridas ou exclusão de outras.

## Equipas
As equipas que podem participar nas diferentes corridas depende da categoria das mesmas. As equipas UCI WorldTeam e UCI ProTeam, têm cota limitada para competir de acordo ao ano correspondente estabelecido pela UCI, as equipas Equipas Continentais e seleções nacionais não têm restrições de participação:
| Categoria      | Categoria                       | Equipas                                                                          |
| -------------- | ------------------------------- | -------------------------------------------------------------------------------- |
| .1             | 1.1 (Corrida de um dia)         | * UCI WorldTeam (max 50%) * UCI ProTeam * Continentais * Seleções nacionais      |
| .1             | 2.1 (Corrida de vários dias)    | * UCI WorldTeam (max 50%) * UCI ProTeam * Continentais * Seleções nacionais      |
| .2             | 1.2 (Corrida de um dia)         | * UCI ProTeam * Continentais * Seleções nacionais * Seleções regionais * Amadors |
| .2             | 2.2 (Corrida de vários dias)    | * UCI ProTeam * Continentais * Seleções nacionais * Seleções regionais * Amadors |
| .Ncup (sub-23) | 1.ncup (Corrida de um dia)      | * Seleções nacionais * Seleções mistas                                           |
| .Ncup (sub-23) | 2.ncup (Corrida de vários dias) | * Seleções nacionais * Seleções mistas                                           |

## Calendário
As seguintes são as corridas que compõem o calendário UCI Oceania Tour para a temporada de 2023 aprovado pela UCI.
| UCI Oceania Tour de 2023 | UCI Oceania Tour de 2023 | UCI Oceania Tour de 2023  | UCI Oceania Tour de 2023 | UCI Oceania Tour de 2023 |
| Data                     | País                     | Corrida                   | Vencedor                 |                          |
| ------------------------ | ------------------------ | ------------------------- | ------------------------ | ------------------------ |
| 11 – 15 jan.             | Nova Zelândia            | New Zealand Cycle Classic | James Oram               |                          |
| 21 jan.                  | Nova Zelândia            | Gravel and Tar Classic    | Ben Oliver               |                          |

## Classificações parciais
- Nota: As classificações parciais até momento são:[4]

### Individual
| Posição | Corredor | Equipa | Pontos |
| ------- | -------- | ------ | ------ |
| 1.º     |          |        |        |
| 2.º     |          |        |        |
| 3.º     |          |        |        |
| 4.º     |          |        |        |
| 5.º     |          |        |        |
| 6.º     |          |        |        |
| 7.º     |          |        |        |
| 8.º     |          |        |        |
| 9.º     |          |        |        |
| 10.º    |          |        |        |

| Posições 11.ª ao 20.ª | Posições 11.ª ao 20.ª | Posições 11.ª ao 20.ª | Posições 11.ª ao 20.ª |
| --------------------- | --------------------- | --------------------- | --------------------- |
| 11.º                  |                       |                       |                       |
| 12.º                  |                       |                       |                       |
| 13.º                  |                       |                       |                       |
| 14.º                  |                       |                       |                       |
| 15.º                  |                       |                       |                       |
| 16.º                  |                       |                       |                       |
| 17.º                  |                       |                       |                       |
| 18.º                  |                       |                       |                       |
| 19.º                  |                       |                       |                       |
| 20.º                  |                       |                       |                       |

### Equipas
| Posição | Equipa | Pontos |
| ------- | ------ | ------ |
| 1.º     |        |        |
| 2.º     |        |        |
| 3.º     |        |        |
| 4.º     |        |        |
| 5.º     |        |        |

### Países
| Posição | País | Pontos |
| ------- | ---- | ------ |
| 1.º     |      |        |
| 2.°     |      |        |
| 3.º     |      |        |
| 4.º     |      |        |
| 5.º     |      |        |

### Países sub-23
| Posição | País | Pontos |
| ------- | ---- | ------ |
| 1.º     |      |        |
| 2.º     |      |        |
| 3.º     |      |        |
| 4.º     |      |        |
| 5.º     |      |        |

## Evolução das classificações
| Data          | Classificação individual | Classificação por equipas | Classificação por países | Classificação por países sub-23 |
| ------------- | ------------------------ | ------------------------- | ------------------------ | ------------------------------- |
| 31 de janeiro |                          |                           |                          |                                 |